# Euphrasia bhutanica
Euphrasia bhutanica är en snyltrotsväxtart som beskrevs av Herbert William Pugsley. Euphrasia bhutanica ingår i släktet ögontröster, och familjen snyltrotsväxter. Inga underarter finns listade i Catalogue of Life.